# Castejón de Sos (kommunhuvudort)
Castejón de Sos är en kommunhuvudort i Spanien.   Den ligger i provinsen Provincia de Huesca och regionen Aragonien, i den nordöstra delen av landet, 400 km nordost om huvudstaden Madrid. Castejón de Sos ligger 919 meter över havet och antalet invånare är 781.
Terrängen runt Castejón de Sos är bergig åt nordväst, men åt sydost är den kuperad. Castejón de Sos ligger nere i en dal. Runt Castejón de Sos är det mycket glesbefolkat, med 3 invånare per kvadratkilometer. Närmaste större samhälle är Benasque, 10,6 km norr om Castejón de Sos. I omgivningarna runt Castejón de Sos växer i huvudsak blandskog.